# کاخال
کاخال (به لاتین: Kakhal) یک منطقه مسکونی در جمهوری آذربایجان است که در شهرستان شابران واقع شده‌است.